# Comedia de situación británica
Una comedia de situación británica o Britcom (acrónimo en inglés de British comedy) es un programa de comedia situacional producido para la televisión británica.
La mayoría de las comedias británicas se graban en estudio, aunque algunas tienen algún elemento de rodaje en exteriores. Un puñado de ellas se graban casi exclusivamente en exteriores (por ejemplo, Last of the Summer Wine) y se muestran a un público de estudio antes de la posproducción final. Un subconjunto de la comedia británica evita conscientemente los temas tradicionales de la comedia de situación, los argumentos y los escenarios domésticos para centrarse en temas o métodos narrativos más inusuales. Blackadder (1983-1989) y Yes Minister (1980-1988, 2013) trasladaron lo que suele ser un género doméstico o laboral a los pasillos del poder. Un desarrollo posterior fue el género del falso documental ejemplificado por series como The Office (2001-2003).

## Primeros años

#### Pinwright's Progress
Escrita por Rodney Hobson, Pinwright's Progress (1946-1947) fue la primera comedia televisada de media hora de duración, emitida en directo por la BBC desde el Alexandra Palace, sobre J. Pinwright, propietario de una pequeña tienda. Las tramas giraban en torno a su odiado rival y a sus empleados, que no hacían más que agravar sus problemas al intentar ayudarle. La serie contaba con un reparto de lujo: James Hayter como J. Pinwright, Clarence Wright como Aubrey, Sara Gregory como Sally Doolittle, Daphne Maddox como Miss Peasbody, Doris Palmer como Mrs Sigsbee, Leonard Sharp como Ralph, Benita Lydal como Mrs Rackstraw, Charles Irwin como un vendedor y Jill Christie como la hija de Pinwright. Producida y dirigida por John Glyn-Jones. El editor de guiones fue Ted Kavanagh, que durante los años de la Segunda Guerra Mundial también escribió la serie cómica de la BBC Radio It's That Man Again (ITMA), que según Foster y Furst era «totalmente nueva, rompiendo con las convenciones tanto de la radio como de la comedia de music hall».

#### Hancock's Half Hour
Trasladada a la televisión en 1956 después de 48 episodios en la radio de la BBC que comenzaron en 1954, Hancock's Half Hour (1956-1961), de Galton y Simpson, fue la primera comedia de situación televisiva moderna. Aunque se alejaba de la variedad sonora para centrarse en el desarrollo de personajes, la serie radiofónica había influido en el desarrollo de la comedia de situación televisiva. La serie radiofónica siguió produciéndose junto con la versión televisiva. Tony Hancock interpretaba una versión ficticia de sí mismo, un perdedor cuyos planes y aspiraciones se ven continuamente arruinados por la mala suerte. El único otro miembro fijo del reparto era Sid James, más tarde conocido por Carry On, que interpretaba a un compañero más mundano. Otros participantes ocasionales fueron John Le Mesurier, Kenneth Williams y Patricia Hayes. El biógrafo de Hancock, John Fisher, data el primer uso del término "comedia de situación" en la radiodifusión británica en una nota de la BBC fechada el 31 de marzo de 1953 del productor de comedias radiofónicas Peter Eton, en la que sugería que el formato era el vehículo ideal para el estilo cómico de Hancock Según Phil Wickham, «el personaje de Hancock de perdedor pomposo fuera de sí en una sociedad incomprensiva sigue inspirando muchos programas hoy en día». La última serie de la BBC de este programa se emitió bajo el título más corto de Hancock. En 1963, Hancock cambió de guionistas y se trasladó a la ITV para una nueva serie de 13 episodios también llamada Hancock. La serie, aunque relativamente bien recibida, ha sido descrita como «claramente no a la altura del trabajo [de Hancock] en la BBC».

#### Whack-O!
Protagonizada por Jimmy Edwards en el papel principal del profesor James Edwards, Whack-O!, escrita por Frank Muir y Denis Norden, trata sobre el director borracho, ludópata, taimado y ratero que tiranizaba al personal y a los niños de la ficticia escuela pública de Chiselbury «para hijos de caballeros». De 1956 a 1960 y de 1971 a 1972, se emitieron 60 episodios en 8 series. Los seis primeros episodios se subtitularon «Seis de los mejores», en alusión a los frecuentes y tradicionales azotes a los alumnos desobedientes en el Reino Unido en aquella época. La serie se reestrenó en color con guiones actualizados en 1971-72, ligeramente retitulada Whacko! Otros miembros del reparto fueron Arthur Howard (series 1-7), Julian Orchard (serie 8), Kenneth Cope, Norman Bird, John Stirling, Peter Glaze, Edwin Apps (series 1-7), Peter Greene (serie 8), David Langford, Keith Smith, Brian Rawlinson, Gordon Phillot, Harold Bennett (serie 8), Frank Raymond, Gary Warren (serie 8) y Greg Smith (serie 8). En 1960 se rodó un largometraje, Bottoms Up.

#### The Army Game
La serie de Peter Eton The Army Game (1957-1961) fue probablemente la comedia de mayor éxito de la televisión británica de la época, con 154 episodios. Muchos de sus protagonistas se convirtieron en nombres conocidos. El reparto original estaba formado por William Hartnell, Michael Medwin, Geoffrey Sumner, Alfie Bass, Charles Hawtrey, Bernard Bresslaw y Norman Rossington. El reparto de The Army Game cambiaría a lo largo de los años con la aparición de actores como Geoffrey Palmer, Bill Fraser, Ted Lune, Frank Williams, Harry Fowler y Dick Emery en series posteriores. The Army Game sigue las hazañas de Hut 29, un grupo ficticio y disfuncional de soldados del Servicio Nacional durante la posguerra. Entre los guionistas se encuentran Sid Colin, Larry Stephens, Maurice Wiltshire, Lew Schwarz, John Jowett, John Antrobus, John Foley, Marty Feldman, Barry Took, David Climie, David Cumming, Derek Collyer, Brad Ashton, John Junkin, Talbot Rothwell, Sidney Nelson, Stan Mars, Bob Perkins y Alan MacKinnon. Al menos tres episodios no están acreditados. En junio de 1959, Michael Medwin, Alfie Bass, Norman Rossington, Bill Fraser y Ted Lune interpretaron una breve escena de The Army Game en la Royal Variety Performance ante la Reina Isabel, la Reina Madre, la última que no fue televisada. ¡Esta exitosa serie inspiró una película derivada, I Only Arsked! (1958), y en 1958, justo un año después del debut de la serie, se estrenó la primera película de Carry On, la muy similar Carry On Sergeant, también con Hawtrey, Rossington y Hartnell.

## Años 60
En los años sesenta, la BBC produjo una comedia sobre el lugar de trabajo poco frecuente por entonces, The Rag Trade (1961-1963, 1977-1978), escrita por Ronald Wolfe y Ronald Chesney. El éxito de la serie se debió en parte a la fuerza del elenco femenino que interpretaba a las trabajadoras, entre las que se encontraban Sheila Hancock, Barbara Windsor y Esma Cannon. También realizó las primeras comedias domésticas de Richard Waring, Marriage Lines (1961-1966), protagonizada por Richard Briers (que más tarde actuaría en The Good Life) y Prunella Scales (que más tarde actuaría en Fawlty Towers), y Not in Front of the Children (1967-70), protagonizada por Wendy Craig.
En este periodo, las mujeres solían desempeñar papeles secundarios, aunque algunas series protagonizadas por Craig constituyeron una excepción. Las comedias de situación desarrolladas por Carla Lane, la primera guionista femenina de éxito en este género, comenzaron con The Liver Birds (1969-1979, 1996), inicialmente en colaboración con otros.
Otro cambio, con Steptoe and Son (1962-65, 1970-74) y The Likely Lads (1964-1966), los productores empezaron a contratar actores, en lugar de los cómicos en torno a los cuales se habían construido series anteriores como Whack-O!, con Jimmy Edwards, o Hancock's Half Hour.

#### Bootsie y Snudge
Bootsie and Snudge (1960-1963, 1974), secuela de The Army Game y también protagonizada por Bill Fraser y Alfie Bass, fue escrita por un gran equipo a lo largo de sus 104 episodios. Entre los guionistas de los episodios de 1960-63 se encontraban Marty Feldman, Barry Took, John Antrobus, Ray Rigby, David Cumming, Derek Collyer, James Kelly, Peter Lambda, Tom Espie, Jack Rosenthal, Harry Driver y Doug Eden. La serie de 1974 fue escrita por David Climie, Ronnie Cass y Lew Schwarz. La serie consolidó la reputación del actor Clive Dunn, lo que le llevó a interpretar al cabo Jones en Dad's Army.

#### Marriage Lines
Con una duración de 43 episodios a lo largo de 5 series (1963-1966), titulada primero The Marriage Lines, Marriage Lines fue escrita por Richard Waring y dirigida y producida por Robin Nash y Graeme Muir. La tradicional comedia doméstica sobre una joven pareja que aprende a enfrentarse a la vida matrimonial reflejaba las actitudes sociales de la época, y proporcionó a sus protagonistas Richard Briers y Prunella Scales un importante impulso a sus carreras. El reparto de reparto incluía a Edward de Souza, Ronald Hines y Christine Finn.

#### Steptoe and Son
Steptoe and Son fue una creación de Galton y Simpson, con un reparto de sólo dos personajes regulares interpretados por Harry H. Corbett y Wilfrid Brambell, que se emitió entre 1962 y 1965 y entre 1970 y 1974, y duró 57 episodios a lo largo de 8 series. Entre los productores se encontraban Duncan Wood, John Howard Davies, Graeme Muir y Douglas Argent. En 2000, la serie ocupó el número 44 de la lista de los 100 mejores programas de la televisión británica, elaborada por el British Film Institute. En una encuesta realizada en 2001 por Channel 4, Albert ocupó el puesto 39 en su lista de los 100 mejores personajes de la televisión. La serie derivó de una obra cómica de Galton y Simpson, The Offer, que se emitió en 1962 en la serie de la BBC Comedy Playhouse. Se repite con regularidad y dio lugar a cuatro largometrajes.

#### Till Death Us Do Part
Escrita por Johnny Speight y emitida en 1965-1968 y 1972-1975, Till Death Us Do Part estaba protagonizada por Warren Mitchell en el papel de Alf Garnett y fue un éxito instantáneo. Centrada en el intolerante personaje de Alf Garnett, abordaba cuestiones raciales y políticas cada vez más frecuentes en la sociedad británica. Fue criticada por la activista Mary Whitehouse por sus palabras malsonantes y, debido al cambio de actitud en materia de corrección política, rara vez se repite.

#### Dad’s Army
Basada en un tema de la Segunda Guerra Mundial, Dad's Army (1968-1977), de Jimmy Perry y David Croft, fue una suave burla del mejor momento de Gran Bretaña y de la Guardia Nacional. Protagonizada por Arthur Lowe y John Le Mesurier, cuya interacción con el personaje de Lowe, el capitán Mainwaring, fue descrita por The Times como «una parte memorable de uno de los programas más populares de la televisión», también contó con Clive Dunn, John Laurie, Ian Lavender y Arnold Ridley. Durante su andadura original en televisión, el programa fue nominado a varios premios de la Academia Británica de Televisión, incluido el de mejor comedia de situación en 1973, 1974 y 1975, aunque sólo ganó el de mejor equipo de producción de entretenimiento ligero en 1971. En 2000, el programa ocupó el decimotercer puesto en una encuesta del British Film Institute entre profesionales del sector sobre los 100 mejores programas de la televisión británica. En 2004, defendida por Phill Jupitus, quedó cuarta en la encuesta de la BBC para elegir la mejor comedia británica. Desde 2022 es una de las comedias más repetidas de la televisión británica.

#### All Gas and Gaiters
La primera sátira desenfadada sobre la Iglesia de 1966-1971, All Gas and Gaiters, allanó el camino para Bless Me, Father (1978-1981), con Arthur Lowe, y para comedias eclesiásticas absurdas como Father Ted y The Vicar of Dibley en la década de 1990. Protagonizada por Derek Nimmo, Robertson Hare, William Mervyn, John Barron, Joan Sanderson y Ernest Clark, fue escrita por el matrimonio formado por Pauline Devaney y Edwin Apps y dirigida por John Howard Davies y Stuart Allen. La exitosa serie, que tras una polémica inicial se convirtió en una de las favoritas del clero británico, fue seguida de dos spin-offs también protagonizados por Nimmo: Oh, Brother! (1968-1970), 19 episodios escritos por David Climie y Austin Steele, con papeles secundarios de Sir Felix Aylmer, Patrick McAlinney y Derek Francis, y su secuela Oh, Father! (1973), con Felix Aylmer, Laurence Naismith, Pearl Hackney y David Kelly, también escrita por Climie y Steele. All Gas and Gaiters fue producida por Stuart Allen, John Howard Davies y Robin Nash, y la música corrió a cargo de Stanley Myers.

#### Me Mammy
Con Milo O'Shea y Yootha Joyce en los papeles principales, Me Mammy fue escrita por Hugh Leonard, producida por James Gilbert y Sydney Lotterby para la BBC y emitida entre 1968 y 1971 durante 21 episodios a lo largo de 3 series. Bunjy Kennefick, interpretado por O'Shea, es un hijo de mamá irlandesa que vive en Londres. Es un alto ejecutivo de una empresa y lleva un estilo de vida de soltero. Sin embargo, su anticuada madre católica suele poner freno a sus planes, muchos de ellos relacionados con su novia, Miss Argyll, interpretada por Joyce.

## Años 70
La década de 1970 suele considerarse la época dorada de la comedia de situación británica. Entre las series más recordadas figuran la disparatada Fawlty Towers (1975, 1979), de John Cleese y Connie Booth, a menudo citada como la mejor comedia de situación de todos los tiempos. La comedia de autosuficiencia The Good Life (1975-78), de John Esmonde y Bob Larbey, y To the Manor Born, de Peter Spence y Christopher Bond, también tuvieron mucho éxito. Se cree que Whatever Happened to the Likely Lads? (1973-74), secuela de The Likely Lads, superó a la original, mientras que sus guionistas, Dick Clement e Ian La Frenais, proporcionaron a Ronnie Barker su comedia de situación más importante, Porridge (1974-77). Barker también protagonizó (junto a David Jason) Open All Hours (1973, 1976-85), escrita por Roy Clarke, cuya serie Last of the Summer Wine comenzó en 1973 y terminó en 2010, convirtiéndose en la comedia de situación más longeva del mundo. En esa década también se emitió It Ain't Half Hot Mum (1974-81), que ha sido criticada por los «estereotipos de su puñado de personajes secundarios indios como alternativamente serviles, tontos, perezosos o taimados».
La cadena comercial ITV tuvo éxito con Rising Damp (1974-78, a veces calificada como la mejor de todas las comedias de ITV), Man About the House (1973-76) y George y Mildred (1976-79). Leonard Rossiter, estrella de Rising Damp, también interpretó el papel principal en The Fall and Rise of Reginald Perrin (1976-79), de la BBC. El descenso de la asistencia a las salas de cine hizo que muchas de estas series se convirtieran en películas cinematográficas; la primera versión cinematográfica de On the Buses (1969-73) fue el mayor éxito en la taquilla británica en 1971. Según Jeff Evans, On the Buses era una «comedia alegremente vulgar» en la que «dominaban las miradas lascivas y las insinuaciones». Otros éxitos de audiencia de la cadena en esta época fueron Love Thy Neighbour (1972-76) y Mind Your Language (1977-79, 1986), que intentaban encontrar el humor en los conflictos y malentendidos raciales o étnicos, pero que con el tiempo fueron cada vez más criticados por sus «obvios insultos racistas... recurrentes con angustiosa regularidad» y por «ofrecer sólo las caricaturas más burdas».
La creciente relajación en la discusión sobre sexo permitió que la farsa y el humor camp se convirtieran en una forma familiar en la década de 1970, y se utilizaron en series como Are You Being Served? y Up Pompeii! del cómico Frankie Howerd, que duró 16 episodios (1969-70, 1975, 1991). y estuvo protagonizada por varias mujeres incondicionales de la serie de películas Carry On, como Barbara Windsor, Wendy Richard y Valerie Leon. Una característica del programa que inspiró tres películas fue la frecuente ruptura de la cuarta pared por parte de Howerd.
Otros temas controvertidos para la comedia fueron las series escritas por Richard Waring y Wendy Craig. ...And Mother Makes Three (1971-73), y su secuela ...And Mother Makes Five (1974-76), estaban protagonizadas por Craig (que también era coguionista) en el papel de una madre viuda que acaba volviéndose a casar con un padre soltero divorciado. My Wife Next Door (1972), creada por Brian Clemens, trataba de una pareja divorciada que se mudaba accidentalmente a la casa de al lado, Miss Jones and Son (1977-78) trataba de una madre soltera, y Rings on Their Fingers (1978-80) trataba de una joven pareja no casada.

#### On the Buses
Otra creación de Ronald Chesney y Ronald Wolfe es On the Buses, protagonizada por Reg Varney y Bob Grant, que se emitió entre 1969 y 1973 con 74 episodios repartidos en 7 series. Inicialmente fue rechazada por la BBC, que no veía mucho potencial cómico en una cochera de autobuses como escenario, pero Frank Muir, que entonces trabajaba en la London Weekend Television, le encargó la serie y dijo que estaba «más bien en el extremo de mi menú de alubias cocidas». A pesar de la mala acogida de la crítica, consiguió una audiencia de hasta 20 millones de espectadores. La serie ha sido descrita como plagada de clichés, estereotipada, ocasionalmente racista y totalmente sexista para los estándares actuales, con los personajes de Varney y Grant como mujeriegos lascivos y minorías étnicas utilizadas de forma inapropiada para hacer humor. Como escribió David Stubbs para The Guardian en 2008, Grant y Varney interpretaban a «dos hombres visiblemente de mediana edad» (Varney tenía 50 años cuando empezó la serie) que perseguían a «un sinfín de “dolly birds” improbablemente disponibles». La serie se convirtió en tres películas, On the Buses (1971), Mutiny on the Buses (1972) y Holiday on the Buses (1973).

#### Bless This House
Protagonizada por Sid James, de Carry On, Diana Coupland y Sally Geeson, Bless This House fue creada por Vince Powell y Harry Driver, pero escrita principalmente por Dave Freeman y Carla Lane. La serie, que se emitió de 1971 a 1976, se alejó de la típica payasada de James y de su famosa risa sucia, y duró 65 episodios a lo largo de 10 series. La serie terminó abruptamente en 1976, cuando, sólo cuatro días después de la emisión del último episodio, James murió tras desplomarse en el escenario. Irónicamente, James le había dicho a Coupland: «Es tan divertida y tiene tanto éxito que seguiremos trabajando en Bless This House hasta que uno de nosotros estire la pata». En 2004, ocupó el puesto 67 en Britain's Best Sitcom.

#### Clochemerle
En 1972, la fastuosa farsa francesa en inglés Clochemerle, basada en la novela homónima de Gabriel Chevallier de 1934, fue adaptada en 9 episodios por Galton y Simpson para la BBC, en marcado contraste con la comedia negra de sus Steptoe and Son y Hancock's Half Hour. Rodada en Colombier-le-Vieux, en el departamento de Ardèche, fue protagonizada por Roy Dotrice, Wendy Hiller, Cyril Cusack, Kenneth Griffith, Cyd Hayman, Bernard Bresslaw, Hugh Griffith, Micheline Presle, Madeline Smith, Christian Roberts, Nigel Green, Wolfe Morris y Gordon Rollings, con narración de Peter Ustinov. El espectáculo fue producido por Michael Mills en coproducción entre la BBC y Bavaria Film de Alemania Occidental. La música incidental fue arreglada por Alan Roper e interpretada por la Orquesta L'Harmonie Du Rhone de Lyon, bajo la dirección musical de Raymond Jarniat.

#### My Wife Next Door
Creada por Brian Clemens y escrita por Richard Waring, My Wife Next Door se emitió en la BBC1 en 1972 y duró 13 episodios. La serie trata de George Basset, interpretado por John Alderton, y Suzie Basset, interpretada por Hannah Gordon, que intentan empezar de nuevo después de su divorcio mudándose al campo, sólo para descubrir que se han mudado a casas de campo contiguas. La música era de Dennis Wilson. En 1973, un episodio ganó el premio de la Academia Británica de Televisión a la mejor comedia de situación. Durante una repetición en enero de 1980, un episodio obtuvo 19,3 millones de espectadores y fue el segundo programa más visto esa semana.

#### Are You Being Served?
Ambientada en unos grandes almacenes tradicionales de Londres, la serie sigue las travesuras del personal de los departamentos de ropa de señora y caballero. Are You Being Served? (1972-85) fue creada y escrita para la BBC por Jeremy Lloyd y David Croft y protagonizada por Frank Thornton, Mollie Sugden, Wendy Richards y John Inman (cuya caracterización del Sr. Humphries contribuyó en gran medida al éxito de la serie), Wendy Richard y Nicholas Smith aparecieron en los 69 episodios. En 2004, ocupó el puesto 20 en la lista Britain's Best Sitcom. La serie demostró ser muy exportable, y se repite regularmente en BBC Two, Drama y Gold en el Reino Unido, PBS y BBC America en Estados Unidos, y BBC UKTV, Fox Classics y 9Gem en Australia, y Jones! en Nueva Zelanda. En 1991-1992 se emitió una serie derivada, Grace & Favour, con parte del mismo reparto principal, y en 2016 se emitió un episodio único con un nuevo reparto. Su spin-off cinematográfico no fue bien recibido.

#### Man About the House
Considerada atrevida en su momento por presentar a un hombre compartiendo piso con dos mujeres solteras, la comedia Man About the House fue creada por Brian Cooke y Johnnie Mortimer. Estaba protagonizada por Richard O'Sullivan, Paula Wilcox y Sally Thomsett, con Brian Murphy y Yootha Joyce como casero y casera. Se emitieron 40 episodios en seis series en ITV, de 1973 a 1976. En 1974 se estrenó una versión cinematográfica. La serie se repite regularmente en ITV3.

#### Porridge
Basada en la vida en una prisión del Reino Unido, la comedia Porridge de los guionistas Dick Clement e Ian La Frenais proporcionó a Ronnie Barker, en el papel de un preso, su vehículo de comedia más importante, apoyado por Richard Beckinsale. Se emitió entre 1974 y 1977 en la BBC1 durante 22 episodios repartidos en tres series. La serie cuenta con dos importantes personajes secundarios, ambos funcionarios de prisiones: El Sr. Mackay, interpretado por Fulton Mackay, y el Sr. Barrowclough, interpretado por Brian Wilde. La comedia se centraba en dos presos, Norman Fletcher, interpretado por Barker, y Lennie Godber, interpretado por Beckinsale, que cumplen condena en una cárcel británica ficticia. Porridge fue aclamada por la crítica y ocupó el puesto 35 en la lista de los 100 mejores programas de la televisión británica, elaborada por el British Film Institute en 2000. En 2004, Porridge ocupó el séptimo puesto entre las mejores comedias de situación británicas. Porridge fue apreciada por los presos británicos. Erwin James, un expresidiario que escribió una columna para The Guardian, declaró que: «Sin embargo, lo que los fans nunca podrían saber, a menos que hubieran sido sometidos a una temporada a discreción de Su Majestad, es que el conflicto entre Fletcher y el oficial Mackay era la representación más auténtica que jamás se haya hecho de la verdadera relación que existe entre los presos y los funcionarios de prisiones en las cárceles británicas de todo el país. No sé muy bien cómo, pero los guionistas Dick Clement e Ian La Frenais captaron la idea de que son las pequeñas victorias contra el sistema penitenciario, naturalmente opresivo, las que hacen soportable la vida en prisión».

#### Rising Damp
La producción de la ITV de 28 episodios (1974-78) de Rising Damp, escrita por Eric Chappell, se considera a veces la mejor de todas las comedias de la ITV, protagonizada por Leonard Rossiter en el papel de Rigsby, un tacaño, sórdido y ridículamente egoísta propietario de una destartalada casa victoriana que alquila sus destartalados dormitorios a diversos inquilinos: Ruth Jones, una mujer soltera cercana a la madurez, interpretada por Frances de la Tour; Alan Moore, un estudiante de medicina interpretado por Richard Beckinsale; y Philip Smith, un culto representante de ventas supuestamente descendiente de la realeza africana, interpretado por Don Warrington. Chappell defendió al personaje de Rigsby diciendo que «no era racista ni intolerante, pero tenía prejuicios y desconfiaba de los extraños. Pero aceptó a Philip y su única preocupación después fue que no le diera por la Srta. Jones» Warrington, que interpretó a Smith, declaró: «Había ciertos aspectos que eran políticamente incorrectos. Por otro lado, se puede ver cómo reflejaba la forma en que vivíamos». La serie ganó el BAFTA de 1978 a la mejor comedia de situación y fue la comedia de ITV mejor clasificada en el concurso de la BBC Britain's Best Sitcom, en el puesto 27. Frances de la Tour recibió un Evening Standard British Film Award en la categoría de mejor actriz por su interpretación de Ruth Jones.

#### Happy Ever After
Emitida entre 1974 y 1979 en la BBC1 durante 41 episodios a lo largo de 5 series, protagonizada por Terry Scott y June Whitfield, con Beryl Cooke, Happy Ever After fue escrita por John T. Chapman, Eric Merriman, Christopher Bond, John Kane y Jon Watkins. Se basaba en un piloto de Comedy Playhouse titulado «Happy Ever After», emitido el 7 de mayo de 1974, en el que Scott y Whitfield interpretaban a una pareja de clase media cuyos hijos adultos acababan de abandonar el hogar.

#### The Good Life
The Good Life (1975-1978), escrita por Bob Larbey y John Esmonde, se emitió en la BBC1 durante 30 episodios a lo largo de cuatro series y dos especiales. El último episodio se grabó en presencia de la Reina con motivo de su Jubileo de Plata; se dice que era uno de sus programas favoritos. Felicity Kendal y Richard Briers interpretaron a Barbara y Tom Goode, una pareja de clase media de los suburbios que decide abandonar la carrera de la rata y ser autosuficiente, para consternación de su estirada pero bienintencionada vecina Margo, interpretada por Penelope Keith, y su realista marido Jerry, interpretado por Paul Eddington. El tema de apertura fue compuesto por Burt Rhodes. En 2004, The Good Life quedó novena en la categoría de mejor comedia británica. Tras su éxito, los cuatro miembros principales del reparto recibieron sus propios "vehículos" por encargo del entonces jefe de comedia y productor de The Good Life, John Howard Davies. La serie proporcionó a Felicity Kendal su gran oportunidad en televisión e impulsó significativamente su carrera en los escenarios.

#### Fawlty Towers
Fawlty Towers (1975 y 1979), descrita en el perfil de la BBC como «la comedia británica por la que deben juzgarse todas las demás comedias británicas», es eminentemente citable; la repetición en el episodio conocido como "Los alemanes" (The Germans) de "don’t mention the war" (en español: "no menciones la guerra") se ha convertido en una frase hecha. En dos series, sólo se hicieron 12 episodios de media hora, porque los guionistas, John Cleese y su entonces esposa Connie Booth, consideraron que no podían seguir escribiendo comedias de la misma calidad. La serie estaba protagonizada por Cleese como Basil Fawlty, Prunella Scales como Sybil Fawlty, Connie Booth como Polly Sherman y Andrew Sachs como Manuel. Los papeles secundarios incluían al Mayor Gowen, interpretado por Ballard Berkeley, al Chef Terry, interpretado por Brian Hall, y a Miss Gatsby y Miss Tibbs, interpretadas por Renee Roberts y Gilly Flower. Otros invitados muy conocidos de la escena y la pantalla, normalmente dos o tres por cada episodio, aparecieron en varios episodios y entre muchos otros se encontraban Yvonne Gilan, Conrad Phillips, Bernard Cribbins, James Cossins, Allan Cuthbertson, Ann Way, Brenda Cowling, Joan Sanderson, Elspet Gray, Geoffrey Palmer, Derek Royle, Richard Davies, Ken Campbell, Una Stubbs y John Quarmby. El programa fue producido por John Howard Davies y Douglas Argent, dirigido por Davies y Bob Spiers y la música fue de Dennis Wilson. La serie ocupó el primer lugar en una lista de los 100 mejores programas de la televisión británica elaborada por el British Film Institute en 2000, y en 2019 fue nombrada la mejor comedia de situación de la televisión británica por un panel de expertos en comedia recopilados por Radio Times. Basil Fawlty ha sido catalogado por Channel 4 como el segundo mejor personaje de la televisión.

#### George and Mildred
El spin-off de Man About the House, protagonizada por Yootha Joyce y Brian Murphy, con Norman Eshley, Sheila Fearn y la estrella infantil Nicholas Bond-Owen, una comedia de situación doméstica George and Mildred se centra en un choque de clases sociales. Escrita por Brian Cooke y Johnnie Mortimer, duró 38 episodios y se repite regularmente en ITV3. Yootha Joyce murió repentinamente en agosto de 1980, justo antes de la producción de una sexta y última serie.

#### Open All Hours
Creado y escrito por Roy Clarke para la BBC, Open All Hours se emitió durante 26 episodios en cuatro series (1976, 1981, 1982 y 1985) y estuvo protagonizado por Ronnie Barker y David Jason, con un reparto regular que incluía a Lynda Baron, Stephanie Cole, Barbara Flynn, Maggie Ollerenshaw y Kathy Staff. El programa, producido y dirigido por Sydney Lotterby y desarrollado a partir de un episodio piloto emitido en la serie antológica de comedia de Barker Seven of One (1973), se centraba en las travesuras del excéntrico y avaro propietario de una tradicional tienda de barrio inglesa. Barker tomó la idea del famoso tartamudeo de Arkwright del escritor e intérprete Glenn Melvyn, de los años 50. Open All Hours quedó en octavo lugar en la encuesta de 2004 sobre las mejores comedias de situación británicas. Aunque terminó en 1985, Open All Hours se había repetido más de 3.000 veces en 2021. La melodía principal fue compuesta por Joseph Ascher (1829-1869), arreglada para una banda de música e interpretada por Max Harris, que también escribió la música incidental. Una secuela, Still Open All Hours, con David Jason y muchos miembros del reparto original, comenzó a emitirse en 2013.

#### Miss Jones and Son
Emitida por primera vez en ITV en 1977 y con una duración de 12 episodios, Miss Jones and Son (1977-78) fue escrita por Richard Waring y producida y dirigida por Peter Frazer-Jones. Estaba protagonizada por Paula Wilcox (Man About The House), Christopher Beeny, Charlotte Mitchell y Norman Bird. La serie retrataba la vida de Elizabeth Jones, interpretada por Wilcox, una joven que se enfrentaba sola a la responsabilidad de cuidar de su bebé. Su vecino y amigo Geoffrey, interpretado por Beeny, le prestaba apoyo emocional. Las dificultades incluían los reproches de sus padres, interpretados por Mitchell y Bird, una vida social difícil y unos ingresos reducidos. La canción principal, «Bright Idea», fue escrita por Roger Webb.

#### Rings on Their Fingers
También escrita por Richard Waring, Rings on Their Fingers (1978-80) se emitió de 1978 a 1980 durante 20 episodios en 3 series y fue y producida por Harold Snoad para la BBC. Trata de una joven pareja no casada, Sandy Bennett, interpretada por Diane Keen, y Oliver Pryde, interpretado por Martin Jarvis. El reparto también incluía a Tim Barrett, Barbara Lott, Anna Dawson, John Kane y Royce Mills. Sandy desea casarse, mientras que Oliver prefiere permanecer soltero. Durante la primera serie se casan y en la segunda se adaptan a la vida matrimonial. Se propuso una cuarta serie en la que Sandy se quedaría embarazada inesperadamente, y Sandy y Oliver se adaptarían a la paternidad, pero la serie no se volvió a emitir.

#### To the Manor Born
Coprotagonizada por Penelope Keith en el papel de Audrey Fforbes-Hamilton y Peter Bowles en el de Richard DeVere, To the Manor Born (1979-1981, 2007) fue una serie de humor que seguía la historia de amor de los protagonistas. Escrita por Peter Spence y Christopher Bond y producida y dirigida por Gareth Gwenlan, fue una comedia de situación con uno de los mayores índices de audiencia de la época. El episodio final de la serie 1, emitido el 11 de noviembre de 1979, fue el programa de televisión británico más visto (sin contar los eventos en directo) de la década de 1970, con 23,95 millones de espectadores. El episodio final de 1981 recibió 17,80 millones de espectadores. La serie se ha repetido más de 1000 veces. Los principales papeles secundarios fueron interpretados por Angela Thorne como Marjory, la amiga de Audrey, y Daphne Heard como la Sra. Polouvicka, la madre de Richard. Otros miembros del reparto fueron Alan David, John Rudling, Michael Bilton, Gerald Sim, Michael Cochrane y Georgie Glen. La música fue escrita por Ronnie Hazlehurst.

#### Terry and June
Spin off de Happy Ever After tras su final, Terry Scott y June Whitfield volvieron para protagonizar los 65 episodios de Terry and June (1979-1987). La mayor parte fue escrita por John Kane. Chapman, uno de los guionistas originales, dijo que el programa original se había quedado sin ideas y tenía que terminar. Sin embargo, la BBC Comedy no estaba dispuesta a poner fin a un programa de éxito, por lo que contrató a nuevos guionistas. Por motivos legales, hubo que cambiar el título del programa y, el 24 de octubre de 1979, nació Terry and June. Era similar a Happy Ever After sin la tía Lucy, pero el apellido de Terry y June cambió de Fletcher a Medford y los personajes se trasladaron a Purley, en Londres. En 2004, quedó en el puesto 73 de Britain’s Best Sitcom junto con Happy Ever After.

## Años 80
En la década de 1980, los emergentes cómicos alternativos empezaron a desarrollar comedias de situación, en parte como respuesta a series como Terry and June (1979-87), con su «gentilidad complaciente, actitudes sociales anticuadas y sensibilidades burguesas». La incursión de los alternativos comenzó con The Young Ones (1982-84), escrita por Rik Mayall, Ben Elton y otros. Para que destacara, el grupo optó por combinar el estilo tradicional de las comedias de situación con el slapstick violento, los giros argumentales no secuenciales y el surrealismo. Estos estilos más antiguos se mezclaban con las actitudes obreras y de clase media-baja del creciente auge de la comedia alternativa de los años ochenta. Mayall también fue la estrella de The New Statesman (1987-92), una serie creada por Maurice Gran y Laurence Marks, cuyo mayor éxito, Birds of a Feather (1989-98, 2014-20), también se desvió de la práctica británica al estar guionizada por un equipo de escritores. El género de la comedia alternativa continuó con Blackadder (1983-89), escrita principalmente por Ben Elton y Richard Curtis y protagonizada por Rowan Atkinson, Tony Robinson, Tim McInnerny, Miranda Richardson, Stephen Fry y Hugh Laurie. El Edmund Blackadder de Atkinson ocupó el tercer puesto en la lista de Channel 4 de los 100 mejores personajes de televisión. Otras series de gran audiencia de la década fueron Bread (1986-1991), escrita por Carla Lane, sobre una familia obrera muy unida de Liverpool. Con 74 episodios, en su punto álgido atrajo a 21 millones de espectadores. Otra serie notable fue la comedia de ciencia ficción Red Dwarf (1988-).

#### Yes Minister
Protagonizada por Paul Eddington, con Nigel Hawthorne y Derek Fowlds en los papeles secundarios, Yes Minister, que se emitió durante 21 episodios en BBC2 (1980-1984), y su secuela Yes, Prime Minister (1986-88), que se emitió durante 16 episodios, eran sátiras políticas. El célebre actor shakesperiano Hawthorne obtuvo cuatro Premios de la Academia Británica de la Televisión a la mejor interpretación de entretenimiento ligero por su papel. Creada por Antony Jay y Jonathan Lynn, la serie recibió varios BAFTA y en 2004 fue votada sexta en la encuesta Britain’s Best Sitcom. El guionista Michael Dobbs dijo que Jay y Lynn «realmente llegaron al corazón de gran parte de lo que sucede en Whitehall y Westminster». Como la serie giraba en torno al funcionamiento interno del gobierno central, la mayoría de las escenas tienen lugar en privado en oficinas y clubes de miembros exclusivos. Lynn dijo que «no había ni una sola escena ambientada en la Cámara de los Comunes, porque el gobierno no tiene lugar en la Cámara de los Comunes. Allí se hace algo de política y mucho teatro. El gobierno actúa en privado. Como en todos los espectáculos públicos, el verdadero trabajo se hace en los ensayos, a puerta cerrada. Luego se muestra al público y a la Cámara lo que el gobierno desea que vean». Lynn y Jay explicaron: «Después de escribir el episodio, se lo enseñábamos a algunas fuentes secretas, entre las que siempre había alguien experto en el tema en cuestión. Normalmente nos daban información extra que, por ser cierta, solía ser más divertida que cualquier cosa que se nos hubiera ocurrido». En un programa de la BBC de 2004 en el que se rendía homenaje a la serie, se reveló que Jay y Lynn se habían basado en información proporcionada por dos personas con información privilegiada de los gobiernos de Harold Wilson y James Callaghan, a saber, Marcia Falkender y Bernard Donoughue. La serie era el programa de televisión favorito de la entonces primera ministra, Margaret Thatcher. En 2012, el primer ministro David Cameron admitió que «puedo decirles, como primer ministro, que es fiel a la realidad».

#### Hi-de-Hi!
Ambientada en 1959-60 en una colonia de vacaciones ficticia, Hi-de-Hi! se rodó en el auténtico Warner's Holiday Centre de Dovercourt Bay. Se emitió durante 58 episodios (1980-1988) en la BBC y se repite a menudo. Fue coescrita por Jimmy Perry, basándose en su experiencia como casaca roja de Butlin's, y por el director y productor David Croft. Con un reparto formado por Paul Shane, Simon Cadell, Ruth Madoc, Jeffrey Holland, Su Pollard y David Griffin, la serie consiguió grandes audiencias y ganó un BAFTA a la mejor serie de comedia en 1984. En una encuesta realizada en 2008 en Channel 4, Hi-de-Hi! fue votado como el 35º eslogan cómico más popular. Según el investigador de comedias Mark Lewisohn, «las tramas se volvieron un tanto extravagantes en los últimos episodios y, cuando la BBC dio por terminada la serie en 1988, se puede decir que ya había durado un par de años más. Con todo, fue una buena comedia británica».

#### Only Fools and Horses
Una de las comedias británicas de más éxito de todos los tiempos, Only Fools and Horses (1981-2003) fue protagonizada por David Jason como Derek "Del Boy" Trotter y Nicholas Lyndhurst como su hermano menor Rodney. Comenzó en 1981 y duró 64 episodios, con especiales, hasta 2003. Fue la más duradera de varias series escritas por John Sullivan. El episodio de 1996 «Time on Our Hands» (originalmente anunciado como el último episodio) ostenta el récord de audiencia en el Reino Unido para un episodio de comedia de situación, con 24,3 millones de espectadores. La serie fue un éxito de audiencia y recibió numerosos premios, entre ellos los BAFTA, los National Television Awards y la Royal Television Society, así como galardones individuales para Sullivan y Jason. En 2004, fue elegida mejor comedia británica en una encuesta de la BBC. En una encuesta realizada en 2001 por Channel 4, Del Boy ocupó el cuarto lugar en su lista de los 100 mejores personajes de la televisión. La serie influyó en la cultura británica, contribuyendo con varias palabras y frases a la lengua inglesa. Fue nombrado uno de los 20 mejores programas de televisión de culto de todos los tiempos por el crítico de televisión Jeff Evans. Evans habló de: «programas como Only Fools and Horses, que tiene una audiencia tremenda pero inspira convenciones de fans que se reúnen en pubs llamados Nag's Head y se disfrazan de sus personajes favoritos». El tema musical es de Ronnie Hazlehurst (1981) y John Sullivan (1982-2003). Only Fools and Horses obtuvo el primer puesto en una investigación y análisis realizados por un equipo de científicos dirigido por la doctora Helen Pilcher, neurobióloga molecular y cómica de stand-up especializada en humor científico.

#### Last of the Summer Wine
Last of the Summer Wine (1973-2010), de la que la BBC emitió 295 episodios a lo largo de 31 series, fue escrita por Roy Clarke y producida por Alan J. W. Bell, con música de Ronnie Hazelhurst. Es el programa de comedia más longevo de Gran Bretaña y la comedia de situación más longeva del mundo. La serie trataba de las travesuras de un grupo de jubilados en busca de aventuras, «retratando a los ancianos de una forma positiva y no estereotipada». El programa, apto para toda la familia, se rodó en gran parte en Holmfirth, en Yorkshire, un lugar recomendado por Barry Took, y contó con la participación de Bill Owen, Peter Sallis y Kathy Staff, entre muchos otros. Last of the Summer Wine fue nominada en numerosas ocasiones a los premios de la industria televisiva británica; fue propuesta cinco veces entre 1973 y 1985 para los British Academy Film Awards, dos veces para el premio a la mejor serie de comedia de situación (en 1973 y 1979) y tres veces para el premio a la mejor serie de comedia (en 1982, 1983 y 1985). Desde 1999, el programa se ha presentado en cuatro ocasiones a los National Television Awards (1999, 2000, 2003, y 2004), todas ellas en la categoría de programa de comedia más popular. En 1999, el programa ganó el National Television Awards al programa de comedia más popular. Repetido más de 17 000 veces, se emite regularmente en Gold, Yesterday y Drama y se ve en más de 25 países.

#### Ever Decreasing Circles
Emitida en la BBC1 durante cuatro series y un largometraje especial, Ever Decreasing Circles (1984-1989) contó con un total de 27 episodios. Fue escrita por John Esmonde y Bob Larbey, y les reunió con Richard Briers, de su anterior serie de éxito The Good Life. Sydney Lotterby dirigió 13 episodios y 14 fueron producidos por Harold Snoad. También contó con la participación de Peter Blake, Ronnie Stevens, Victoria Burgoyne y Ray Winstone. Se centraba en Martin Bryce, el excéntrico agitador de su comunidad local que se siente amenazado por el brío y el aplomo de un recién llegado al pueblo, interpretado por Peter Egan. Su tratamiento era mucho menos descarado que el de la mayoría de las comedias de situación, y The Guardian la describió como «una desesperación silenciosa, no reconocida y profunda que, en retrospectiva, parece bastante atrevida». Al revaluar la serie, Andy Dawson observó que «Ever Decreasing Circles se alejó mucho del trillado camino por el que transitaron otras comedias británicas en los años setenta y ochenta. Había una oscuridad muy real en su corazón, con Martin existiendo en lo que era casi seguro un estado de angustia mental permanente». En 2003, fue elegida la 52.ª en la encuesta Britain’s Best Sitcom por la BBC. En su mejor momento, atrajo a unos 12 millones de telespectadores.

#### 'Allo 'Allo!
Con reminiscencias de sus comedias de los años setenta, como Are You Being Served? y Dad's Army, 'Allo 'Allo! fue otra creación del equipo de guionistas y productores formado por David Croft y Jeremy Lloyd. Ambientada en la Francia ocupada por los nazis y protagonizada por Gorden Kaye en el papel de René, el dueño de una cafetería, se produjeron 85 episodios a lo largo de nueve series. Croft y Lloyd, guionistas de las seis primeras series (el resto fueron escritos por Lloyd y Paul Adam), idearon el concepto como una parodia farsesca del drama bélico de la BBC Secret Army (1977-1979), del que se tomaron directamente muchos elementos. Algunos actores de Secret Army también aparecieron en 'Allo 'Allo! Richard Marner, Guy Siner, John D. Collins y Hilary Minster. Aunque no tuvo el éxito de Dad's Army, obtuvo respetables índices de audiencia, y fue adaptada al teatro. La BBC consiguió vender la serie a Alemania, posiblemente porque los nazis aparecían «como inofensivamente pervertidos y torpes». En 2007 se emitió un especial titulado The Return of 'Allo 'Allo!, en el que los miembros del reparto volvían a interpretar sus papeles originales en una historia especial, junto con un documental sobre la comedia de situación que incluía un resumen de los episodios más destacados y entrevistas con el reparto, el equipo de producción y los aficionados.

#### The Mistress
Protagonizada por Felicity Kendal (The Good Life) y Jane Asher, The Mistress (1985-1987) se emitió en la BBC2 durante 12 episodios y fue escrita por Carla Lane. Kendal interpretaba a Maxine, una joven florista que tenía una aventura con un hombre casado, cuya mujer era interpretada por Asher. La serie fue producida y dirigida por Gareth Gwenlan. La serie 2 intentó ampliar su alcance, convirtiéndose en una comedia más general, pero manteniendo el hilo conductor de la aventura.

#### Chelmsford 123
Chelmsford 123 (1988-1990), que sólo duró 13 episodios, fue una serie de corta duración ambientada en la Britania romana sobre un joven general romano castigado por el emperador a gobernar la fría y miserable Britania, poblada por hordas de gamberros borrachos. Creada y escrita por Jimmy Mulville y Rory McGrath, y protagonizada por ellos mismos junto a Philip Pope y Neil Pearson, ha caído en una relativa oscuridad. Sin embargo, ambas series se emiten en All 4.

## Años 90
El nuevo Channel 4 empezó a tener comedias de situación de éxito y larga duración. Desmond's (1989-94) fue la primera comedia  de situación británica con un reparto negro ambientada en el lugar de trabajo, y Drop the Dead Donkey (1990-98) aportó actualidad al formato, ya que se grabó cerca de su emisión. Oh, Doctor Beeching (1995-1997) fue la última de las muchas comedias del productor David Croft.
Algunos de los mayores éxitos de los 90 fueron Men Behaving Badly, Game On, I'm Alan Partridge, Goodnight Sweetheart, Bottom, The Brittas Empire, The Thin Blue Line, Mr. Bean y One Foot in the Grave.

#### Jeeves and Wooster
Las historias de «Jeeves» del novelista P. G. Wodehouse se convirtieron en Jeeves and Wooster (1990-1993), una serie cómico-dramática al estilo de las comedias de situación. Clive Exton adaptó veintitrés episodios en cuatro series para ITV, protagonizadas por Stephen Fry y Hugh Laurie, ya conocidos escritores y dúo cómico estelar de su propia serie de televisión de sketches de comedia A Bit of Fry & Laurie. Las producciones fueron bien recibidas. La tercera serie ganó un Premio de la Academia Británica de Televisión al mejor diseño para Eileen Diss. La serie final ganó el Premio de la Academia Británica de Televisión al mejor diseño gráfico para Derek W. Hayes y fue nominada al Premio de la Academia Británica de Televisión a la mejor serie dramática; también obtuvo el Premio de la Academia Británica de Televisión a la mejor música original para televisión para Anne Dudley, y el Premio de la Academia Británica de Televisión al mejor diseño de vestuario para Dany Everett. En retrospectiva, Michael Brooke, de BFI Screenonline, calificó al guionista Exton como «la verdadera estrella de la serie», afirmando que sus «adaptaciones se acercan sorprendentemente a capturar el sabor de los originales» al «conservar muchos de los símiles literarios más inspirados de Wodehouse».

#### Waiting for God
Escrita por Michael Aitkens, producida por Gareth Gwenlan y dirigida por Gwenlan y Sue Bysh, Waiting for God (1990-1994) se emitió en la BBC1 durante 47 episodios a lo largo de 5 series y fue un gran éxito. Estaba protagonizada por Stephanie Cole, en el papel de Diana Trent, y Graham Crowden, en el de Tom Ballard, dos ancianos pero enérgicos residentes de la ficticia residencia de ancianos Bayview, en Bournemouth, que están decididos a no envejecer con elegancia y pasan el tiempo burlando a la opresiva dirección de la residencia y a sus propias familias. Con Janine Duvitski en el papel secundario principal y un reparto regular que incluía a Andrew Tourell, Sandra Payne, Michael Bilton y Paddy Ward, gran parte del humor se derivaba de enfrentarse a las expectativas sobre cómo deberían comportarse los ancianos. La serie tuvo mucho éxito, y ocupó el puesto 37 en la encuesta de 2004 Britain’s Best Sitcom. Se repite con frecuencia en los canales Drama y Gold.

#### Keeping Up Appearances
Roy Clarke escribió la serie de gran éxito Keeping Up Appearances (1990-1995, 1997, 2008), que se repitió con frecuencia. El programa, que constó de cinco series y 44 episodios, incluidos cuatro especiales de Navidad, estaba protagonizado por Patricia Routledge en el papel de la esnob Hyacinth "Bouquet" Bucket, Clive Swift, en el de su marido, y Josephine Tewson, en el de su vecina, con Judy Cornwell, Mary Millar y Geoffrey Hughes como sus parientes de clase trabajadora. El tema musical fue compuesto por Nick Ingman. Es el programa de televisión más exportado de la BBC, habiendo sido vendido casi 1000 veces a emisoras extranjeras. Desde 2016 Keeping Up Appearances es el programa de la BBC más comprado y ha vendido más que cualquier otro programa a emisoras internacionales en los últimos 40 años. Según Roy Clarke : «...el secreto de su amplia fanaticada es que todo el mundo conoce a un Hyacinth». En una encuesta realizada por la BBC en 2004 ocupó el puesto 12 entre las mejores comedias de situación británicas y en una encuesta realizada por Channel 4 en 2001, Hyacinth Bucket ocupó el puesto 52 en su lista de los 100 mejores personajes de televisión. La producción finalizó después de que Routledge decidiera dedicarse a otros proyectos.

#### Absolutely Fabulous
Escrita por Jennifer Saunders y protagonizada por ella misma y Joanna Lumley, con Julia Sawalha y June Whitfield en papeles secundarios, Absolutely Fabulous (1992-1995) se basó en el sketch de French and Saunders «Modern Mother and Daughter». Se emitieron 39 episodios, los tres primeros en la BBC, seguidos de un final especial en dos partes titulado The Last Shout en 1996. Saunders interpretaba a Edina Monsoon, una agente de relaciones públicas adicta a las drogas y al alcohol que dedica su tiempo a intentar desesperadamente mantenerse joven y a la moda, y Lumley a la directora de una revista de moda, Patsy Stone, cuyo consumo de drogas y alcohol eclipsaba con creces el de Edina. Entre 2001 y 2004 se emitieron dos series más y dos especiales de una hora. En 1997, el episodio piloto, «Fashion», ocupó el puesto 47 en la lista de «Los 100 mejores episodios de todos los tiempos» de TV Guide. Una escena de la serie se incluyó en el programa TV’s 100 Greatest Moments, emitido por Channel 4 en 1999. En 2000, la serie ocupó el puesto 17 en la lista de los mejores programas de la televisión británica de todos los tiempos elaborada por el BFI. En 2004 y 2007, la serie ocupó los puestos 24 y 29 en la lista «Top Cult Shows Ever» de TV Guide. En 2019, la serie ocupó el noveno puesto en la lista de las 20 mejores comedias británicas de Radio Times. La serie tiene una valoración del 96% en Rotten Tomatoes, y Absolutely Fabulous: The Movie, se estrenó en 2016.

#### If You See God, Tell Him
La miniserie de la BBC1 If You See God, Tell Him (1993), en cuatro episodios de 45 minutos escritos por Andrew Marshall y David Renwick, está protagonizada por Richard Briers, Adrian Edmondson, Imelda Staunton y Martin Clunes. Con mucho humor, un hombre se golpea la cabeza y empieza a creer que debe hacer todo lo que le dicen los anuncios, con resultados catastróficos. The Independent escribió: «No es realmente un desastre, pero hay algo decididamente desigual aquí, una sensación de que este es el modelo de trabajo para un nuevo tipo de comedia en lugar del producto terminado. [...] aunque los actores y la dirección la sostienen con considerable energía, hay que dudar de que realmente se sostenga durante un episodio, por no hablar de cuatro». Por el contrario, una crítica retrospectiva en The Guardian destacó la serie como «una joya de una época en la que la BBC se tomaba en serio su comedia negra», alabando tanto su contenido oscuro como su humor, «una comedia de Richard Briers que es lo contrario de The Good Life». La serie sólo se emitió una vez y nunca se repitió; según The Guardian, esto se debió «posiblemente a que era demasiado salto para los fans de The Good Life, pero ha crecido en estatus de culto a lo largo de los años».

#### The Vicar of Dibley
En términos de audiencia, The Vicar of Dibley (1994-2007), protagonizada por Dawn French, es uno de los programas británicos de más éxito de la era digital. El personaje principal, Geraldine Granger, fue inventado por Richard Curtis, pero él y French consultaron ampliamente a Joy Carroll, una de las primeras mujeres sacerdotes anglicanas. La serie explotó los cambios en la Iglesia de Inglaterra de 1992, que permitieron la ordenación de mujeres. El programa incluyó cameos de muchos actores y famosos, muchos de ellos interpretándose a sí mismos, como Sarah, Duquesa de York, Hugh Bonneville, Mel Giedroyc, Richard Griffiths, Miranda Hart, Alistair McGowan, Geraldine McNulty, Philip Whitchurch, Nicholas Le Prevost, Brian Perkins y Roger Sloman, Pam Rhodes, Kylie Minogue, Rachel Hunter, Terry Wogan, Jeremy Paxman, Martyn Lewis, Darcey Bussell, Sean Bean, Richard Ayoade, Orla Brady, Fiona Bruce, Annette Crosbie, Johnny Depp, Ruth Jones, Hilary Kay, Damian Lewis, Maureen Lipman, Jennifer Saunders, Sting y su esposa Trudie Styler, Stephen Tompkinson, Dervla Kirwan y Emma Watson. Dibley recibió varios premios British Comedy Awards, dos Emmy internacionales y fue nominada en varias ocasiones a los British Academy Television Awards. En 2004, quedó tercera en una encuesta de la BBC Britain’s Best Sitcom. Además de los veinte episodios principales entre 1994 y 2007, la serie incluyó numerosos especiales benéficos más cortos, así como episodios de encierro producidos durante la pandemia de COVID-19 de 2020-2021. El tema musical fue una adaptación del Salmo 23 compuesta por Howard Goodall como una pieza seria de música coral eclesiástica, e interpretada por el coro de la catedral de Christ Church, Oxford, con George Humphreys como solista. El director fue Stephen Darlington.

#### Hamish Macbeth
La serie de comedia dramática de 20 episodios Hamish Macbeth (1995-1997), del guionista escocés Daniel Boyle, se rodó principalmente en las Tierras Altas escocesas, alejándose de la convención de que las comedias de situación se ruedan en estudio y van acompañadas de una pista de risas. Fue una adaptación libre de las novelas de misterio de M. C. Beaton (Marion Chesney) por Daniel Boyle y protagonizada por Robert Carlyle en el papel de un agente de policía.

#### Father Ted
La exitosa serie Father Ted (1995-1998), creada por los guionistas irlandeses Graham Linehan y Arthur Mathews y producida por la británica Hat Trick Productions para Channel 4, se emitió a lo largo de tres series, incluido un especial de Navidad, con 25 episodios. Ambientada en la ficticia isla de Craggy, frente a la costa oeste de Irlanda, estaba protagonizada por Dermot Morgan como el padre Ted Crilly, Ardal O'Hanlon como el padre Dougal McGuire y Frank Kelly como el padre Jack Hackett. Exiliados a la isla por el obispo Leonard Brennan, interpretado por Jim Norton, los sacerdotes viven juntos en la casa parroquial con su ama de llaves, la señora Doyle, interpretada por Pauline McLynn. La serie subvierte las parodias del humor de baja estofa al retratar temas matizados sobre la soledad, el agnosticismo, el existencialismo y el purgatorio que experimenta su personaje titular; este significado más profundo de la serie ha sido muy aclamado. La serie ganó varios premios BAFTA, ganando dos veces el de mejor serie de comedia. En una encuesta realizada en 2001 por Channel 4, el padre Dougal ocupó el quinto lugar en una lista de los 100 mejores personajes de televisión. En 2019, Father Ted fue nombrada la segunda mejor comedia de situación británica (después de Fawlty Towers) por un panel de expertos en comedia para Radio Times.

#### Dinnerladies
Ganadora de numerosos premios, entre ellos el de mejor nueva comedia televisiva en los British Comedy Awards de 1999, y el de mejor comedia televisiva en 2000, Dinnerladies (1998-2000). Creada, escrita y coproducida por Victoria Wood, que también interpretaba a la protagonista, Brenda Furlong, se basaba en las vidas e interacciones de las empleadas de un comedor de empresa y duró un total de 16 episodios. El reparto permanente contó ocasionalmente con actores invitados, como Joanne Froggatt, Tina Malone, Dora Bryan OBE, Lynda Baron, Elspet Gray, Janette Tough, Simon Williams, Kenny Doughty y Eric Sykes CBE, y Dame Thora Hird DBE.

## 2000-2010
En el cambio de milenio, algunos ejemplos del enfoque hiperrealista de Galton y Simpson en algunos de los guiones de Hancock quedaron patentes en la comedia de Steve Coogan I'm Alan Partridge (1997-2002), de 12 episodios. La influencia de Galton y Simpson también se dejó sentir en The Office, un falso documental, Early Doors, Gavin & Stacey y muchas dramedias británicas. La BBC empezó a utilizar sus canales digitales BBC Three y BBC Four para conseguir seguidores para series poco convencionales, como The Thick of It (2005-2012). Channel 4 triunfó con Spaced (1999-2001), Black Books (2000-2004), Phoenix Nights (2001-2002), Peep Show (2003-2015), Green Wing (2004-2006), The IT Crowd (2006-2013) y The Inbetweeners (2008-2010). A finales de la década de 2000 y principios de 2010 también se produjo un importante resurgimiento de las comedias de situación de estilo tradicional rodadas ante el público en un estudio y con una pista de risas, como Not Going Out (2006-), escrita por Lee Mack, Miranda (2009-2015), Reggie Perrin (2009-2010), un remake de la serie de los años 70 The Fall and Rise of Reginald Perrin y la comedia irlandesa Mrs Brown's Boys (2011-). La sitcom de la BBC de más éxito de la época fue My Family (2000-2011), que ocupó el puesto 24 en la encuesta Britain's Best Sitcom en 2004 y fue la comedia de situación más vista en el Reino Unido en 2008.
Otras comedias del nuevo milenio fueron Outnumbered (2007-2016), Two Pints of Lager and a Packet of Crisps (2001-2011), sobre un grupo de jóvenes que comparten piso en Runcorn, y The IT Crowd (2006-2013), sobre colegas informáticos.

#### The Royle Family
Caroline Aherne y Craig Cash escribieron los 25 episodios de The Royle Family (1998-2012) para la BBC, centrados en las vidas de una familia de clase trabajadora obsesionada con la televisión, los Royle, un estereotipo de la vida familiar de principios de siglo, con elementos de drama de cocina. The Royle Family ocupó el puesto 31 en la lista de los 100 mejores programas de la televisión británica elaborada por el BFI en 2000. En una encuesta realizada en 2001 por Channel 4, Jim Royle, el misántropo cabeza de familia, ocupó el undécimo lugar en su lista de los 100 mejores personajes de la televisión. En una encuesta realizada en 2004 por la BBC Britain’s Best Sitcom, The Royle Family ocupó el decimonoveno lugar. La serie también ganó varios premios BAFTA.

#### Doc Martin
Al igual que Hamish Macbeth en los años 90, Doc Martin (2004-2022), es una serie de comedia dramática. Está protagonizada por Martin Clunes en el papel del Dr. Martin Ellingham, médico de cabecera de un pueblo de Cornualles, y Caroline Catz. Creada por Dominic Minghella y escrita y producida por Philippa Braithwaite, se rodó en el pueblo de Port Isaac, con la mayoría de las escenas de interior rodadas en un granero local reconvertido. En 2004, Doc Martin ganó el British Comedy Award a la mejor comedia dramática televisiva, habiendo sido nominada también como mejor comedia televisiva reciente. Hasta 2022 se han emitido un total de 79 episodios.

#### The Green Green Grass
Con 32 episodios a lo largo de cuatro series y tres especiales de Navidad, The Green Green Grass (2005 y 2009) fue una serie derivada de Only Fools and Horses, producida para la BBC y creada y escrita inicialmente por John Sullivan, que también compuso el tema musical. Estaba protagonizada por John Challis, Sue Holderness y Jack Doolan de Only Fools and Horses y contaba con varias estrellas invitadas, como Paula Wilcox, el actor estadounidense George Wendt y Dame June Whitfield.

#### Gavin & Stacey
James Corden y Ruth Jones escribieron los 20 episodios de Gavin & Stacey (2007-2010) para la BBC a lo largo de tres series dirigidas por Christine Gernonmover. Se centra en dos familias, una en Billericay (Essex) y otra en Barry (Gales del Sur). Mathew Horne y Joanna Page interpretaron a Gavin y Stacey y los guionistas a sus mejores amigos Smithy y Nessa. Alison Steadman y Larry Lamb interpretaron a los padres de Gavin, Pam y Mick, Melanie Walters a la madre de Stacey, Gwen, y Rob Brydon a su tío Bryn. Emitidos el día de Navidad de 2009 y el día de Año Nuevo de 2010, los episodios de la serie final formaron una parte importante de la programación de temporada de la BBC en horario de máxima audiencia. Aclamado como un éxito y un gran avance para la BBC, fue el programa más nominado en los British Comedy Awards de 2007. Ganó varios premios, entre ellos el BAFTAs Audience Award, y el British Comedy Awards Best TV Comedy Award, ambos en 2008. En 2019, Gavin & Stacey fue nombrada la 17.ª mejor comedia de situación británica en una encuesta de Radio Times. 18,49 millones de personas vieron el especial del día de Navidad de 2019, el evento no deportivo más visto en una década y el episodio de comedia más visto en 17 años.

#### Benidorm
Escrita y creada por Derren Litten y producida por Tiger Aspect para ITV, Benidorm (2007-2018) se emitió durante 74 episodios a lo largo de diez series. La serie presentaba a un elenco coral de veraneantes y personal en el hotel todo incluido Solana en Benidorm, España, a lo largo de una semana cada año. La serie contaba con un amplio reparto, que fue cambiando a lo largo de sus diez temporadas e incluía a Abigail Cruttenden, Adam Gillen, Alan David, Asa Elliott, Bel Powley, Bobby Knutt, Charlotte Eaton, Crissy Rock, Danny Walters, Elsie Kelly, Geoffrey Hutchings, Hannah Hobley, Hannah Waddingham, Honor Kneafsey, Hugh Sachs, Jake Canuso, Janine Duvitski, John Challis, Johnny Vegas, Josh Bolt, Julie Graham, Kate Fitzgerald, Kathryn Drysdale, Kenny Ireland, Michelle Butterly, Nathan Bryon, Nicholas Burns, Oliver Stokes, Paul Bazely, Perry Benson, Selina Griffiths, Sheila Reid, Shelley Longworth, Sheridan Smith, Sherrie Hewson, Simon Greenall, Siobhan Finneran, Steve Edge, Steve Pemberton, Tim Healy, Tony Maudsley y muchas estrellas invitadas. La primera serie fue un éxito para ITV, y los críticos la describieron como «maravillosamente escrita e interpretada» y «una joya de observación irónica con un mal gusto fulminante».

## Desde 2010
La censura de las repeticiones, especialmente cuando la franja horaria, la hora a partir de la cual se permite la emisión de programas para adultos, está siendo erosionada por la televisión a la carta y la tecnología OTT. La solución estándar es advertir a los espectadores de las transmisiones en tiempo real de que el programa contiene lenguaje que algunos espectadores pueden considerar ofensivo.
Otras comedias británicas recientes son Brassic (2019-presente), Chewing Gum (2015-2017), Friday Night Dinner (2011-2020), Bad Education (2012-2014), Cuckoo (2012-2019), Fleabag (2016-2019) y Peter Kay's Car Share (2015-2018).

#### Still Open All Hours
La secuela de Open All Hours, Still Open All Hours (2013-2019), fue creada y escrita por Roy Clarke para la BBC. Se emitieron 41 episodios. Estuvo protagonizada por David Jason, apoyado por James Baxter y un elenco secundario regular incluyendo Lynda Baron, Stephanie Cole, Maggie Ollerenshaw, Brigit Forsyth, Johnny Vegas, Kulvinder Ghir, Geoffrey Whitehead, Sally Lindsay, Tim Healy, Sue Holderness, Dean Smith, Archie Panjabi y Nina Wadia, con Baron, Cole, y Ollerenshaw retomando sus personajes originales de Open All Hours. Dirigida por Dewi Humphreys, y producida por Jason, Alex Walsh-Taylor Sarah Hitchcock, y Gareth Edwards, la serie continuaba la temática de Open All Hours centrándose en la vida de un Granville mucho mayor, que regenta la tradicional tienda inglesa de la esquina de su difunto tío Arkwright con la ayuda de su hijo.

#### Breeders
La serie de televisión británica-estadounidense de comedia negra parental Breeders (2020-presente), fue creada por Martin Freeman, Chris Addison y Simon Blackwell. La serie sigue a dos padres que luchan con la paternidad y se basa parcialmente en las propias experiencias de Freeman. Freeman también interpreta el papel principal. La serie se estrenó el 2 de marzo de 2020 en la cadena de cable estadounidense FX, y en la cadena británica Sky One el 12 de marzo de 2020.

## Guionistas, directores y productores

### Barry Took
Barry Took llegó a la comedia televisiva tras sus exitosas comedias radiofónicas de media hora, como Beyond Our Ken (1958-1964) y su sucesora Round the Horne (1965-1968), y allanó el camino para el formato de muchas comedias televisivas.
Como raza, los británicos tienen una peculiaridad que los distingue del resto de la humanidad: ese extraordinario sentido del humor; su capacidad para reírse de los demás, para reírse de lo sublime y lo ridículo, para reírse del desastre y del triunfo, para ser indiferentes al tema de la broma pero para buscar y encontrar humor en todo…

— Took, Barry (1976)
Took, junto con su compañero Marty Feldman, con el que colaboró durante más de diez años en radio y televisión, creó en 1958 las primeras comedias The Army Game, protagonizada por Alfie Bass (Till Death Us Do Part y Are You Being Served?) y Bill Fraser (Hancock's Half Hour), y más tarde escribió su secuela Bootsie and Snudge (1960), de la que se hicieron 100 episodios, siendo pionera de la comedia televisiva con una de sus características más duraderas, la pareja mal avenida. La primera serie del equipo en la BBC fue The Walrus and the Carpenter, protagonizada por Warren Mitchell y Ronnie Barker. Se convirtió en Jefe de Entretenimiento Ligero de la London Weekend Television y puso en marcha varios programas, entre ellos el exitoso On the Buses, y desempeñó un papel decisivo en el lanzamiento del equipo que se convirtió en Monty Python's Flying Circus.

### Roy Clarke
Royston Clarke (nacido el 28 de enero de 1930), conocido habitualmente como Roy Clarke, comenzó su carrera a finales de la década de 1960 escribiendo novelas de suspense para la BBC Radio. Clarke es un prolífico creador de series de televisión, autor de dieciséis de las comedias británicas más conocidas. En 2002 recibió la Orden del Imperio Británico por su contribución a la comedia británica. Fue galardonado con el premio a toda una vida en los British Comedy Awards de 2010. Además, en 1996 ganó el premio Dennis Potter de los BAFTA, en 2010 el British Comedy Awards y en 1971 el premio al mejor guionista del Sindicato de Guionistas de Gran Bretaña. Clarke fue el único guionista de Last of the Summer Wine, que en su momento álgido tuvo una audiencia de más de 18 millones de espectadores y es el programa de comedia más longevo de Gran Bretaña y la comedia de situación más longeva del mundo. Entre sus obras más conocidas se encuentran Keeping Up Appearances, Open All Hours y su serie secuela, Still Open All Hours.

### David Croft
David Croft (1922-2011) fue guionista, productor y director. Produjo y escribió una serie de comedias de la BBC con sus socios Jimmy Perry y Jeremy Lloyd, como Dad's Army, It Ain't Half Hot Mum y Hi-de-Hi! Al igual que Perry, sirvió en Asia tropical durante la Segunda Guerra Mundial. Mientras Dad's Army seguía en antena, Croft empezó a coescribir Are You Being Served? con Jeremy Lloyd. Durante el resto de su carrera continuó con ambas colaboraciones en otras series, como You Rang, M'Lord con Perry y 'Allo 'Allo! con Lloyd. Su última serie completa, Oh, Doctor Beeching! (1995-1997), fue coescrita con Richard Spendlove. En 2007 creó un piloto para televisión, titulado Here Comes The Queen, con Jeremy Lloyd, pero el programa no continuó como serie. Junto con Perry, Croft recibió el British Comedy Award en 2003 por sus logros a lo largo de su vida, y en 1978 el OBE por sus servicios a la televisión. También recibió en 1981 el Desmond Davies Award de la Academia Británica de las Artes Cinematográficas y de la Televisión por su contribución a la industria.

### Jimmy Perry
Jimmy Perry OBE (1923-2016) creó Dad's Army con David Croft. La canción que compuso para la serie, Who Do You Think You Are Kidding, Mr Hitler?, le valió un premio Ivor Novello. Croft y Perry escribieron juntos durante más de 30 años. Junto con Frank Muir y Denis Norden, y Galton y Simpson, formaban uno de los equipos de guionistas dominantes de la época. Perry podía mandarse a sí mismo tan bien como los demás. Su autobiografía iba a llamarse A Boy's Own Story, pero salió en 2002 con el título A Stupid Boy. En Dad's Army, se basó en su experiencia como joven miembro de la Guardia Nacional, en su servicio en la India y Birmania durante la guerra para It Ain't Half Hot Mum, y en su época como casaca roja en el campamento de vacaciones de Butlin's para Hi-de-Hi, para el que escribió la canción Holiday Rock. Cuando dijo que quería ser estrella de cine o cómico, su padre respondió: «¡Chico estúpido!» Perry utilizó la frase en Dad's Army y se convirtió en una frase pegadiza. Perry se retiró de forma efectiva tras el final de You Rang, M'Lord?. En 1978 se le concedió la Orden del Imperio Británico (OBE). Ganó los premios Lifetime Achievement del Gremio de Escritores (1995) y en los British Comedy Awards (2003).

### Galton y Simpson
Ray Galton y Alan Simpson (1930-2018 y 1929-2017) escribieron juntos durante más de 50 años; sus series más famosas fueron Hancock's Half Hour y Steptoe and Son. Algunos de sus guiones para Hancock casi repudiaban por completo una estructura narrativa e intentaban reproducir un entorno cotidiano con la intención de reproducir también su comicidad. Tanto el personaje interpretado por Tony Hancock en Hancock's Half Hour, como Harold Steptoe, interpretado por Harry H. Corbett, eran pretenciosos aspirantes a intelectuales que se veían atrapados por la miseria de sus vidas. Las comedias de Galton y Simpson se caracterizaban a menudo por un tono sombrío y un tanto fatalista. Steptoe and Son, en particular, fue en ocasiones un ejemplo de comedia negra, y cercana en tono al drama del realismo social.

### Chesney y Wolfe
Chesney y Wolfe fue un prolífico equipo de guionistas de comedia formado por Ronald Chesney y Ronald Wolfe, cuya asociación contribuyó significativamente al género de las comedias británicas. Entre sus mejores series, que abarcan desde mediados de los años cincuenta hasta 1989, se encuentran The Rag Trade, protagonizada por Barbara Windsor (películas de Carry On) y Penelope Keith (The Good Life y To the Manor Born), que también volvieron a actuar juntas en Wild, Wild Women, con un reparto de estrellas, y Anna Karen, que más tarde protagonizó On the Buses, de Chesney y Wolfe. Se trataba de programas en el lugar de trabajo con comedia sexista y humorísticamente indecente que obtuvieron unos índices de audiencia muy altos, pero que no fueron bien recibidos por la crítica televisiva. Entre sus otros créditos figuran Meet the Wife, un episodio de 'Allo 'Allo! (1989) y Watch This Space en 1980, que tuvo menos éxito. Sus programas contaban con la participación de muchos de los actores habituales de galardonados programas y películas cómicos, entre los que se encontraban Dama Thora Hird (un nombre muy conocido y una institución británica), Ian Lavender (Dad's Army), Reg Varney (On the Buses), Sheila Hancock (Mr Digby Darling), Prunella Scales (Fawlty Towers), Peter Jones (actor). Su película derivada de 1971, On the Buses, la primera de las tres basadas en la serie de televisión, fue la más taquillera de ese año en Gran Bretaña.

### Jeremy Lloyd
Jeremy Lloyd (1930-2014) coescribió Are You Being Served? y 'Allo 'Allo!; sus comedias han sido calificadas como la esencia de lo británico. Are You Being Served? se basó en parte en sus propias experiencias de trabajo en unos grandes almacenes londinenses como vendedor de trajes. Su éxito dio lugar a una serie derivada, Grace and Favour, en la que colaboró con David Croft. En 1970, Lloyd estuvo brevemente casado con la actriz, presentadora y productora Joanna Lumley (Absolutely Fabulous), con quien protagonizó la comedia It's Awfully Bad for Your Eyes, Darling. Lloyd fue nombrado OBE en 2013.

### John Howard Davies
John Howard Davies (1939-2011) entró en la BBC como ayudante de producción en 1966, y se convirtió en director y productor de televisión especializado en comedia. En 1978 se convirtió en jefe de comedia y en 1982 en jefe de entretenimiento ligero. Durante cuatro décadas, ejerció una gran influencia como productor de series como. Fawlty Towers, de John Cleese y Connie Booth, Galton and Simpson's Steptoe and Son, All Gas and Gaiters, The Goodies y The Fall and Rise of Reginald Perrin. Davies también fue productor de las cuatro temporadas de The Good Life. Cuando le preguntaron cuál era la mejor fórmula para una comedia de situación, respondió: «Todos los mejores personajes de comedia de situación son implacablemente horribles».

### Cooke y Mortimer
Brian Cooke y Johnnie Mortimer eran un dúo de escritores de comedias cuya carrera comenzó en la radio con la aclamada Round the Horne de 1968, y su secuela Stop Messing About creada como vehículo para Kenneth Williams de la fama de Carry On. Juntos escribieron muchas de las comedias de televisión más populares de la década de 1970, a menudo protagonizadas por conocidos actores cómicos como Paul Eddington, de The Good Life y Yes Minister, Patrick Cargill (Father, Dear Father); Richard O'Sullivan, Yootha Joyce y Brian Murphy, de Man About the House; Peter Butterworth (Carry On), Peter Jones, Beryl Reid, Roy Kinnear y Joan Sanderson. De forma independiente, Cooke creó Tripper's Day, con Leonard Rossiter, de The Fall and Rise of Reginald Perrin, y la exitosa Rising Damp, de Eric Chappell. Por su cuenta, Mortimer escribió Never the Twain, protagonizada por Donald Sinden (Two's Company) y Windsor Davies (It Ain't Half Hot Mum).

## Compositores

#### Burt Rhodes (1923–2003)
Rhodes compuso la música principal de The Good Life. Fue un exitoso compositor y director musical de espectáculos ligeros, como sus arreglos para el programa Beryl Reid Says Good Evening (1968-67) de la cómica Beryl Reid. Colaboró con muchas estrellas, entre ellas Judy Garland, Pearl Bailey, Sammy Davis Jr., Vic Damone y Bruce Forsyth. A menudo se referían a Rhodes como el músico de los músicos, y contaba entre sus amigos a músicos como Ronnie Hazlehurst, Monty Norman y Phil Phillips. En 1958 compuso el tema de Dr. No, la primera película de James Bond.

#### Ronnie Hazlehurst (1928–2007)
Compositor prolífico de comedias, producciones cómicas, concursos y otros programas, Hazlehurst se incorporó a la BBC en 1961 y se convirtió en arreglista de plantilla; entre sus primeras obras figuraba la música incidental de The Likely Lads y The Liver Birds. En 1968 se convirtió en Director Musical de Light Entertainment y compuso los temas de muchas comedias, como Are You Being Served? Some Mothers Do 'Ave 'Em, Last of the Summer Wine (donde también compuso toda la música instrumental del programa), I Didn't Know You Cared, The Fall and Rise of Reginald Perrin, To the Manor Born, Yes Minister y Yes, Prime Minister, Just Good Friends y Three Up, Two Down. También arregló los temas de Butterflies, Sorry! y la primera serie de Only Fools and Horses. Sus temas musicales a menudo incluían elementos diseñados para encajar en los programas, como una caja registradora en Are You Being Served?, subidas y bajadas en The Fall and Rise of Reginald Perrin y las campanadas del Big Ben en Yes Minister. Para Some Mothers Do 'Ave 'Em, Hazlehurst utilizó el código morse para deletrear el título del programa. Durante su carrera compuso la música para la apertura de la cobertura de la BBC de los Juegos Olímpicos de 1976. Jon Plowman, Jefe de Comedia de la BBC, dijo: «Fue el compositor de muchas de las melodías más queridas de los últimos 40 años de la televisión - y algunos de sus trabajos todavía se escuchan hoy en día. Está asociado a algunos de los programas más queridos de nuestras vidas».

#### Tony Russell (1929–1970)
Russell compuso la música de On the Buses y del programa infantil The Herbs. Estudió composición con Richard Rodney Bennett y Bill Russo. Formó parte de la London Jazz Orchestra de Russo y se hizo cargo de su dirección cuando Russo regresó a Estados Unidos en 1965. Más tarde se convirtió en un compositor muy ocupado y escribió la partitura del musical The Matchgirls.

#### Nick Ingman (nacido en 1948)
La música de Keeping Up Appearances fue compuesta por Nick Ingman, profesor visitante del London College of Music. Entre sus colaboradores figuran Paul McCartney, Mick Jagger, Björk y The X Factor. Sus arreglos han supuesto catorce sencillos número 1 y cinco álbumes doble platino en el Reino Unido, y ha sido nominado tres veces a los Grammy.

#### Simon Brint (1950-2011)
Brint estuvo estrechamente vinculado al movimiento de la comedia alternativa y contribuyó con su música a varios proyectos asociados, como las comedias Absolutely Fabulous y 2point4 Children.

#### Anne Dudley (nacida en 1956)
Dudley compuso el título y la música incidental de Jeeves and Wooster. Es compositora, teclista, directora de orquesta y música pop, y ha ganado numerosos premios, entre ellos el Oscar a la mejor banda sonora original de musical o comedia por la película de comedia The Full Monty. Dudley fue el primer Compositor Asociado de la BBC Concert Orchestra en 2001, y ha compuesto las partituras de más de veinte películas.

#### Peter Brewis
Brewis ha participado en la música de varios programas cómicos, como las comedias The Young Ones y Filthy, Rich and Catflap.

#### Howard Goodall (nacido en 1958)
Los temas principales de The Vicar of Dibley, Blackadder, Red Dwarf y Mr. Bean figuran entre las melodías más memorables de Howard Goodall. También presenta programas musicales en televisión y radio, por los que ha ganado numerosos premios. En 2008, fue nombrado presentador y compositor residente de la emisora de radio británica Classic FM. En 2009, fue nombrado compositor del año en los Classic Brit Awards.

#### Jonathan Whitehead (1960-2020)
Compositor inusualmente prolífico para la comedia, Whitehead ha participado en comedias como Black Books, Green Wing, Campus, Nathan Barley y Rev. Su música para Green Wing fue nominada para un BAFTA y ganó el premio RTS a la mejor música original.

## Adaptaciones cinematográficas
En 2020, al menos 45 comedias británicas habían sido adaptadas en más de 50 largometrajes; la primera de las tres películas de On the Buses fue el mayor éxito de taquilla en Gran Bretaña en 1971. Sin embargo, no siempre fueron éxitos de crítica. En una crítica de Are You Being Served?, Michael Stailey, de DVD Verdict, consideraba la película de 1977«culpable de violar casi todas las leyes de la comedia y el cine». John Pym, de The Monthly Film Bulletin, también hizo una crítica negativa de la película, afirmando que «El humor consiste principalmente en una selección fulminante de juegos de palabras británicos patentados; un sujetador hinchable, algunos chistes de insultemos a los alemanes y una caja de truenos desvencijada que se dispara desde el exterior se añaden como buena medida». La película tiene una valoración positiva del 58% en Rotten Tomatoes; el límite para una valoración positiva es del 59%. Además, al igual que la serie en la que se basan, algunas películas han sido criticadas por no cumplir los niveles contemporáneos de corrección política.
Otras adaptaciones de comedias de la época fueron Bottoms Up (1960), basada en Whack-O!, Till Death Us Do Part (1968) y su secuela The Alf Garnett Saga (1972), Dad's Army (1971), On the Buses (1971) y sus secuelas, Please Sir! (1971), Bless This House (1972), Steptoe and Son (1972) y su secuela, Nearest and Dearest (1972), Father, Dear Father (1973), Love Thy Neighbour (1973), Man About the House (1974), The Likely Lads (1976), Porridge (1979) y George and Mildred (1980).

## Crítica y cuestiones sociales
Las comedias británicas reflejan los cambios en la opinión pública y la cultura a lo largo de los tiempos. Comenzaron en una época en la que, por ejemplo, «se cuestionaban y ridiculizaban los prejuicios étnicos y de clase». En ellas abundaban el humor físico y los insultos ofensivos. Series como Love Thy Neighbour (1972-76), y Mind Your Language (1977-79, 1986), que intentaban encontrar el humor en los conflictos y malentendidos raciales o étnicos, han sido cada vez más criticadas con el paso del tiempo. Speight, el creador de In Sickness and In Health, defendió su representación del personaje central Alf Garnett, diciendo: «Si se hace bien el personaje, tipifica lo que se oye, no sólo en los pubs, sino en los clubes de golf de todo el país. Para que sea sincero, tiene que decir esas cosas, y son desagradables. Pero, como escritor, creo que deberían salir a la luz para que podamos ver lo absurdas que son esas comparaciones».
La serie contemporánea It Ain't Half Hot Mum también ha sido criticada por racismo, homofobia y por blanquear a su reparto. El guionista, Jimmy Perry, la defendió diciendo que esos elementos eran fieles a la realidad, mientras que Whack-O!, una serie de los años sesenta ambientada en un colegio privado, ha sido descrita como un poco dolorosa de ver hoy en día por sus representaciones de la flagelación. Incluso Fawlty Towers, considerada una de las mejores comedias de todos los tiempos, ha sido criticada por su crueldad.

## Investigación
En 2005, el canal por satélite UKTV Gold encargó a un grupo de científicos dirigido por la doctora Helen Pilcher que estudiara 20 años de comedias británicas. Utilizando el drama médico Casualty como control, el equipo ideó una fórmula para medir el éxito o el fracaso de las comedias de situación. Esta fórmula valoraba lo reconocible del personaje principal y sus delirios de grandeza, lo ingenioso del guion, las lesiones físicas que sufre el reparto y sus diferencias de estatus social, y el éxito de cualquier plan. La puntuación máxima fue de 1120, y Casualty obtuvo 5,5 puntos. Los programas mejor valorados fueron Only Fools and Horses (696 puntos), The Office (678), Father Ted (564), Fawlty Towers (557) y Blackadder (374,5).
Las peores comedias fueron:
- Eyes Down (2003-2004), protagonizada por Paul O'Grady y Sheridan Smith, que obtuvo una puntuación de 96.
- According to Bex (2005), con Jessica Stevenson, y escrita por Katie Douglas, Julia Barron y Fred Barron.[257] La recepción crítica de esta serie fue negativa: The Stage la calificó de «el mayor desastre de comedia de situación del año».[258] y la British Comedy Guide la describió como «aburrida y predecible».[259] A pesar de los informes de que se había planeado una segunda serie,[260] el programa se canceló tras la primera serie debido a los bajos índices de audiencia.[261] Stevenson consideró la serie tan mala que renunció a su agente.[262] Obtuvo una puntuación de 67.
- Sam's Game (2001), protagonizada por la presentadora Davina McCall y el cómico Ed Byrne. Escrita por Byrne y colaboradores no acreditados, sólo duró seis episodios. Obtuvo 22 puntos.
- Babes in the Wood (1998-1999), una comedia de piso compartido creada y escrita por Geoff Deane. The Times la calificó de «muy chapucera».[263] The Rough Guide to British Cult Comedy la calificó de «trillada».[264] The Daily Mirror criticó duramente la aparición como invitada de Claire King.[265] En un repaso a los programas de ITV, el columnista Stuart Heritage, de The Guardian, calificó Babes in the Wood como uno de los peores programas de la historia de la cadena. Describió Babes in the Wood como «un programa en el que unas chicas viven en St John's Wood y literalmente no pasa nada más».[266] Obtuvo una puntuación de 8.
- ‘Orrible (2001), escrita y protagonizada por Johnny Vaughan, y que sólo duró 8 episodios, quedó en último lugar con una puntuación de 6,5.

## Comedias británicas en el extranjero

### Estados Unidos
Las comedias británicas se ven a menudo en el Public Broadcasting Service (PBS), normalmente gracias al esfuerzo de WGBH, y cada vez más en la televisión por cable, incluidas BBC America y Comedy Central. Are You Being Served?, Keeping Up Appearances y As Time Goes By se convirtieron en éxitos dormidos cuando se emitieron en PBS, mientras que Absolutely Fabulous gozó de un importante número de seguidores cuando se emitió en Comedy Central y The Office ganó un Globo de Oro en 2004 a la mejor serie de televisión-musical o comedia, superando a series estadounidenses como Sex and the City y Will & Grace.
Varias comedias británicas se han adaptado con éxito al mercado estadounidense. Ejemplos notables son Steptoe and Son, que se convirtió en Sanford and Son, Till Death Us Do Part, que se convirtió en All in the Family, y The Office, que se convirtió en una serie estadounidense del mismo nombre. Three's Company, un remake de Man About the House, tuvo sus propias adaptaciones: The Ropers, basada en George & Mildred, y Three's a Crowd, basada en Robin's Nest. Otros remakes estadounidenses de comedias británicas son What a Country, basada en Mind Your Language. Más recientemente, series como The Inbetweeners fueron adaptadas a una versión estadounidense, al igual que The Thick of It como Veep. Un gran número de adaptaciones estadounidenses acaban cancelándose antes de tiempo o no se encargan tras la creación de sus pilotos. Otra diferencia notable, que puede ser positiva o negativa según la habilidad del reparto y los guionistas, es la cultura mediática estadounidense de 20 o más episodios en una temporada, frente a la tendencia británica de menos de 10 episodios por serie.

### Australia y Nueva Zelanda
En Australia, muchas series cómicas británicas se emiten en la ABC, que es el equivalente australiano de la BBC. También se emiten a veces programas británicos en las tres cadenas de televisión comerciales de Australia, especialmente en Seven Network durante la década de 1970. En Nueva Zelanda, la cadena estatal TVNZ también emite muchas series británicas. La mayoría de las comedias británicas se emiten ahora en ambos países en los canales de suscripción The Comedy Channel y UKTV.
Los canales comerciales de televisión australianos hicieron sus propias versiones de las comedias británicas durante la década de 1970, a menudo utilizando a miembros del reparto original. Entre ellas se incluyen: Are You Being Served?, Father, Dear Father, Doctor Down Under, Love Thy Neighbour in Australia. En ambos países, las comedias de producción local han estado históricamente muy influidas por la estructura de las británicas, como en la neozelandesa Gliding On.

### India
En los años 80, la cadena nacional india Doordarshan emitió Fawlty Towers, Yes Minister y Mind Your Language.

## Lecturas complementarias
- Cook (1982).  Cook, Jim, ed. B.F.I. Dossier 17: Television Sitcom (en inglés). Londres: British Film Institute.
- Gray, Frances (2005). «Privacy, embarrassment and social power: British sitcom». Beyond a Joke (en inglés). Londres: Palgrave Macmillan. pp. 146-161.
- Gray, Frances (1994). «British sitcom: a rather sad story». Women and Laughter (en inglés). Londres: Palgrave. pp. 80–111.
- Griffin, Jeffrey (2008). «The Americanization of The Office: a comparison of the offbeat NBC sitcom and its British predecessor». Journal of Popular Film and Television (en inglés) 35: 154-16.
- Heaney, Dermot (2016). «Taboo infringement and layered comedy: a linguistic analysis of convolution in Gervais and Merchant's Life's Too Short». Comedy Studies (en inglés) 7 (2): 152-168.
- Hunt, Leon (2015). Cult British TV Comedy: From Reeves and Mortimer to Psychoville (en inglés). Manchester University Press.
- Kamm, Jürgen, y Birgit Neumann, ed. (2016). British TV comedies: Cultural concepts, contexts and controversie (en inglés). Springer.
- Kilborn, Richard (2016). «A golden age of British sitcom? Hancock's Half Hour and Steptoe and Son».  En Londres, ed. British TV Comedies (en inglés). Palgrave Macmillan. pp. 23-35.
- Lewisohn, Mark (2003). Radio Times Guide to TV Comedy (en inglés) (2° edición). BBC Consumer Publishing. ISBN 0-563-48755-0.
- Mills, Brett (2005). Television Sitcom (en inglés). Londres: BFI.
- Mills, Brett (2014). «The television sitcom». he Routledge Companion to British Media History (en inglés). Routledge. pp. 469-477.
- Mortimer, Claire (2015). «Angry old women: Peggy Mount and the performance of female ageing in the British sitcom». Critical Studies in Television (en inglés) 10 (2): 71-86.
- Kai Hanno, Schwind (2014). «'Chilled-out entertainers'–multi-layered sitcom performances in the British and American version of The Office». Comedy Studies (en inglés) 5 (1): 20-32.
- Wickham, Phil (2017). «Twenty-First Century British Sitcom and 'the Hidden Injuries of Class'». Social Class and Television Drama in Contemporary Britain (en inglés). Londres: Palgrave Macmillan. pp. 201-213.
- Zalmanovich, Tal (2013). Sharing a laugh: Sitcoms and the production of post-imperial Britain, 1945–1980 (Disertación doctoral) (en inglés). Rutgers University.